# Steven Cherundolo
Steven 'Steve' Cherundolo (Rockford, 19 februari 1979) is een Amerikaans voormalig betaald voetballer die bij voorkeur in de verdediging speelde. Hij maakte in 1999 zijn profdebuut bij Hannover 96, waarvoor hij zijn hele voetballoopbaan uitkwam. In september 1999 debuteerde hij in het Amerikaans voetbalelftal, waarvoor hij 87 interlands speelde.
Cherundolo speelde als jeugdspeler in het seizoen 1997-1998 voor de Portland Pilots, het team van de Universiteit van Portland. In januari 1999 werd hij als rechterverdediger door Hannover 96 aangekocht voor 250.000 Duitse mark. Hij speelde van 1999 tot en met 2014 vervolgens 370 wedstrijden met het shirtnummer 6 van Hannover en scoorde daarbij zeven keer. Zijn eerste doelpunt maakte hij in zijn tweede seizoen, tegen Borussia Mönchengladbach. Dat deed Cherundolo met een kopbal, hoewel hij met een lengte van 1,70 m tot de kleinste spelers van de Bundesliga behoorde. Voor het nationale team van de VS scoorde hij tweemaal, beide keren in een vriendschappelijke wedstrijd. Zijn eerste interlanddoelpunt maakte hij tegen Duitsland (2006), het tweede tegen Zuid-Afrika (2007).
Cherundolo woont in Hannover en vliegt regelmatig tijdens winterstops terug naar de Verenigde Staten om zijn familie te bezoeken. Voor de start van het seizoen 2011-2012 werd hij verkozen tot aanvoerder van Hannover 96.

## Blessureleed
Op 19 maart 2014 kondigde Cherundolo aan dat hij stopte met voetballen vanwege aanhoudende knieklachten. Hij bleef aan bij Hannover als assistent-coach van het team tot 23 jaar.

## Erelijst
Hannover 96
- 2. Bundesliga

2002